# Chiara Badano
Chiara Badano, kallad "Luce", född 29 oktober 1971 i Sassello, död 7 oktober 1990 i Sassello, var en italiensk tonårig flicka som saligförklarades år 2010. Vid nio års ålder gick hon med i Focolare och fick smeknamnet "Luce" ("Ljus") av grundaren Chiara Lubich. När Badano var sexton år, fick hon diagnosen osteosarkom, en smärtsam typ av skelettcancer, och efter två år dog hon.

### Webbkällor
- ”Beata Chiara Luce Badano”. Movimento dei Focolari. Arkiverad från originalet den 23 oktober 2016. https://web.archive.org/web/20161023192158/http://www.focolare.org/news/2012/10/29/beata-chiara-luce-badano/. Läst 29 september 2016.